# Berth
Berth es el segundo CD/DVD en concierto de la discografía del grupo post hardcore The Used, lanzado al mercado el 6 de febrero de 2007 por Reprise Records.
En esta recopilación se encuentran no sólo canciones en vivo del tour The Taste of Chaos del 2005, sino también la historia actualizada de la banda desde el año 2003 con su álbum Maybe Memories y también del 2004 In Love and Death World Tour, el proceso del nuevo álbum y además vídeos musicales de la banda.
Por otra parte, la banda invitó a sus fanáticos a mandarles preguntas que quisieran que el grupo respondiera, y se encuentran grabadas en Berth. El grupo también entrega una pequeña muestra del próximo álbum con su nuevo sencillo Pretty Handsome Awkward

## Un año retrasado
The Used iba a lanzar un CD/DVD a principios del 2006, pero uno de los encargados del DVD desapareció misteriosamente, llevándose mucho material del DVD.
"Nadie lo ha visto desde entonces", dice Howard.
La banda se vio forzada a grabar más material. Pero Howard ha dicho que todo fue para mejor. El resultado fue Berth.
"Me alegra que hayamos esperado. Es mejor que nuestro primer DVD", dijo Howard. "Todo está saliendo bien últimamente. Todo ha sido más que bueno".

## Listado de canciones

### CD
1. Take It Away - 4:32
2. Listening - 4:08
3. I Caught Fire - 3:26
4. The Taste of Ink - 3:54
5. All That I've Got - 4:01
6. Blue and Yellow - 3:27
7. I'm a Fake - 4:51
8. Hard to Say - 4:16
9. Maybe Memories/New Noise (versión de Refused) - 4:14

### DVD

#### Berth:
1. Intro
2. Quinn
3. Bert
4. Jepha
5. Recording In Love and Death
6. Projekt Revolution
7. Japan
8. In the Berth
9. Beginning of The Used Record

#### Rock:
1. Intro
2. Take It Away
3. Listening
4. I Caught Fire
5. The Taste of Ink
6. All That I've Got
7. Blue and Yellow
8. A Box Full of Sharp Objects
9. On My Own
10. I'm a Fake
11. Hard to Say
12. Maybe Memories/New Noise (versión de Refused)

#### Junk:
1. Take It Away (Video)
2. All That I've Got (Video)
3. I Ca(Video)
4. Questions and Answers

## Créditos
- Bert McCracken - Voz, Teclado, Piano
- Quinn Allman - Guitarra, Coro
- Branden Steineckert - Batería, Coro, Percusión
- Jeph Howard - Bajo, Coro

- Datos: Q4895454